# Arcoiris TV
Arcoiris TV ist ein alternativer, nichtkommerzieller und nichtstaatlicher italienischer Fernsehsender, der sich aus Mitgliedsbeiträgen und Spenden finanziert. Er wurde zu dem Zweck gegründet, Tatsachen und Ereignissen eine Stimme zu geben, die bei herkömmlichen Fernsehsendern keinen Platz finden.
Arcoiris hat am 13. Oktober 2008 seine Sendungen über Satellit eingestellt. Der Sender war zuvor über den Satelliten Hot Bird zu empfangen. Arcoiris bietet gebührenfreien Zugriff auf sein Angebot via Internet. Dabei ist der Zuschauer nicht an bestimmte Programmzeiten gebunden, sondern er kann sich jederzeit jeden im Angebot vorhandenen Film anschauen. Mittels der sogenannten streaming-Technologie kann der Film unmittelbar während des Herunterladens angesehen werden. Alternativ besteht die Möglichkeit, Filme in einer hohen Auflösung herunterzuladen.